# Quintino Bocaiúva
Quintino Bocaiúva (Itaguaí, 4 décembre 1836 - Rio de Janeiro, 11 juin 1912) fut un journaliste et un homme politique brésilien. 
Il est notamment connu pour son action dans le processus de proclamation de la République brésilienne. Au niveau politique, il fut le premier ministre des Affaires étrangères de la République, de 1889 à 1891.